# Suspeita
Suspeita  (Suspicion) é um filme estadunidense de 1941, dos gêneros suspense e romance gótico, dirigido por Alfred Hitchcock e com roteiro baseado na novela Before the Fact, de Anthony Berkeley.
Uma das autoras do roteiro foi Alma Reville, mulher de Alfred Hitchcock e sua mais chegada colaboradora. Ela contribuiu em todos os filmes do marido, e geralmente não era creditada.
Suspeita foi o primeiro em que Hitchcock atuou como diretor e produtor.

## Sinopse
Johnny Aysgarth é um charmoso playboy e inveterado jogador que vive pedindo dinheiro emprestado. Ele casa com a tímida Lina McLaidlaw, uma rica herdeira. Mas é apenas após a lua-de-mel que ela começa a desconfiar do caráter dele, quando o parceiro e amigo de Johnny é morto misteriosamente. Ela suspeita do marido e teme que possa ser a próxima vítima.

## Elenco

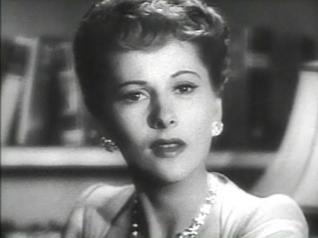
Joan Fontaine no trailer do filme

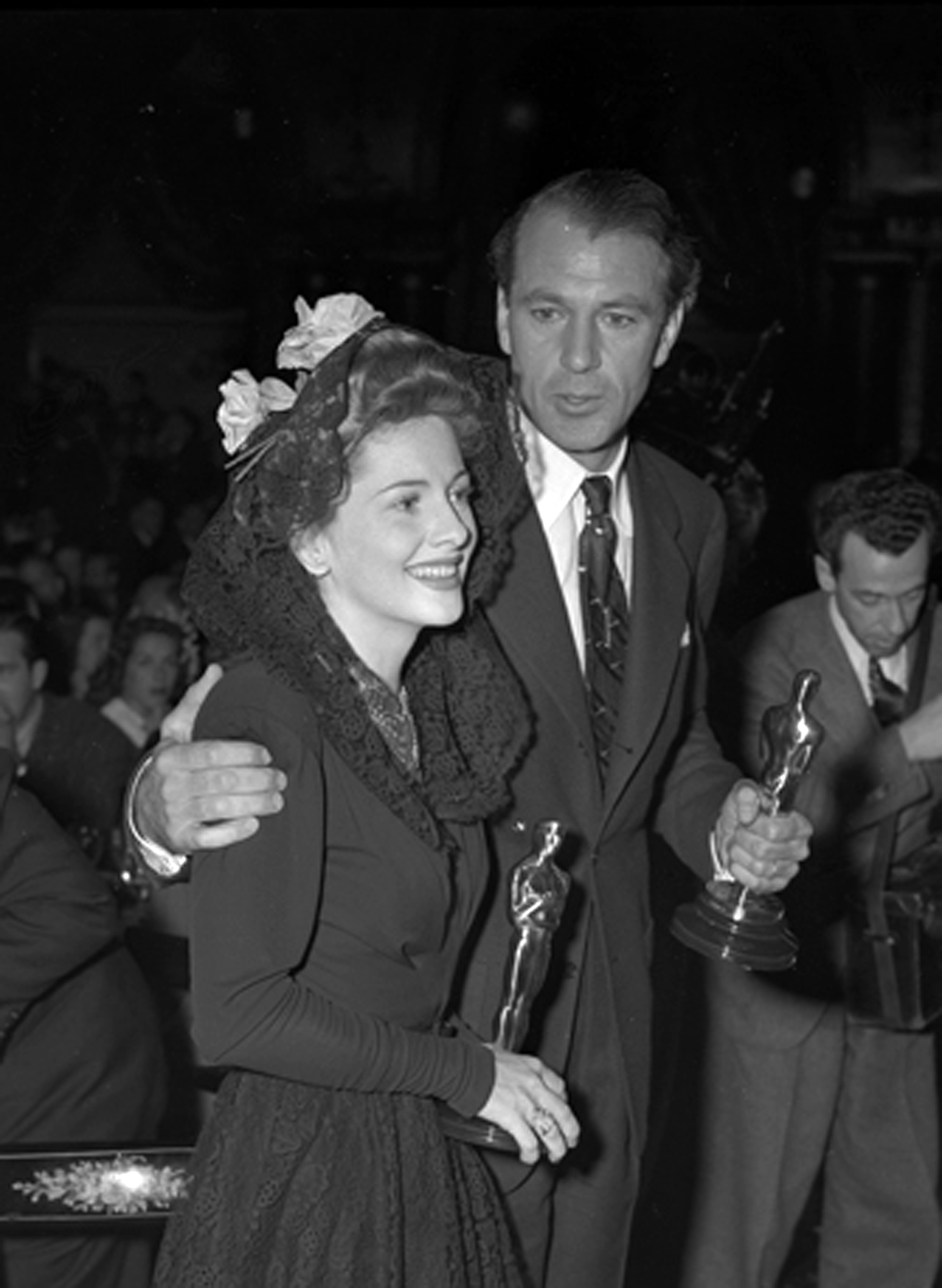
Joan Fontaine e Gary Cooper segurando seus prêmios Oscar durante a cerimônia de entrega, em 1942. Fontaine ganhou na categoria de melhor atriz por seu papel em Suspeita.

| Ator/Atriz         | Personagem                      |
| ------------------ | ------------------------------- |
| Joan Fontaine      | Lina McLaidlaw Aysgarth         |
| Cary Grant         | Johnnie Aysgarth                |
| Cedric Hardwicke   | General McLaidlaw               |
| Nigel Bruce        | Gordon Cochrane 'Beaky' Thwaite |
| Dame May Whitty    | Mrs. Martha McLaidlaw           |
| Isabel Jeans       | Mrs. Newsham                    |
| Heather Angel      | Ethel                           |
| Auriol Lee         | Isobel Sedbusk                  |
| Reginald Sheffield | Reggie Wetherby                 |
| Leo G. Carroll     | Capitão George Melbeck          |

## Principais prêmios e indicações
Oscar 1942 (EUA)
- Venceu na categoria de melhor atriz em papel principal (Joan Fontaine).
- Indicado na categoria de melhor filme e melhor trilha sonora de filme dramático.

Prêmio NYFCC 1941 (New York Film Critics Circle Awards, EUA)
- Venceu na categoria de melhor atriz (Joan Fontaine).